# Персик
Пе́рсик, бросквина, слива перська, бросквина звичайна, мигдаль перський (Prunus persica) — багаторічна рослина родини розових, споріднена з мигдалем. Вельми популярна і поширена плодова культура, яку також використовують як олійну, лікарську та декоративну.

## Назва
Ботанічна наукова назва — «Persica Mill». Запозичене із середньолатинської мови, очевидно, через середньонижньонімецьку. Середньолатинське сер. лат. persica «персик» постало з лат. persicum (у сполученні лат. mālum рос. «перське яблуко»), що є формою середнього роду прикметника лат. persicus «перський», утвореного від перс. Persa (з грец. Πέρσης).
В інших мовах вживають назви рос. пе́рсик, біл. пе́рсік.
Назви бро́слива, брускви́на́, броскви́на́ — запозичення з середньолатинської мови (у східнослов'янські мови, в основному, через польське посередництво).
Українські форми на бре-, очевидно, пов'язані з старочеською назвою břěskev, форма «боросква́» — з угор. barack «абрикоса».
В інших мовах вживають назви рос. броскви́на, брускви́на пол. brzoskwinia, brzoskiew, broskiew, хорв. breskva, чеськ. broskev, broskvoň, в.-луж. brěšk, brěška тощо.
Сучасна ботанічна наука, однак, наполягає на китайському походженні виду — поблизу Пекіна виявлено вид Prunus Davidiana, який можна вважати прародичем цієї культури. Персик уже давно ріс у здичавілому стані у північно-західній Індії. У Персії й Середземноморському регіоні він з'явився завдяки торгівлі Шовковим шляхом ще в дохристиянські часи.[джерело?]

## Опис

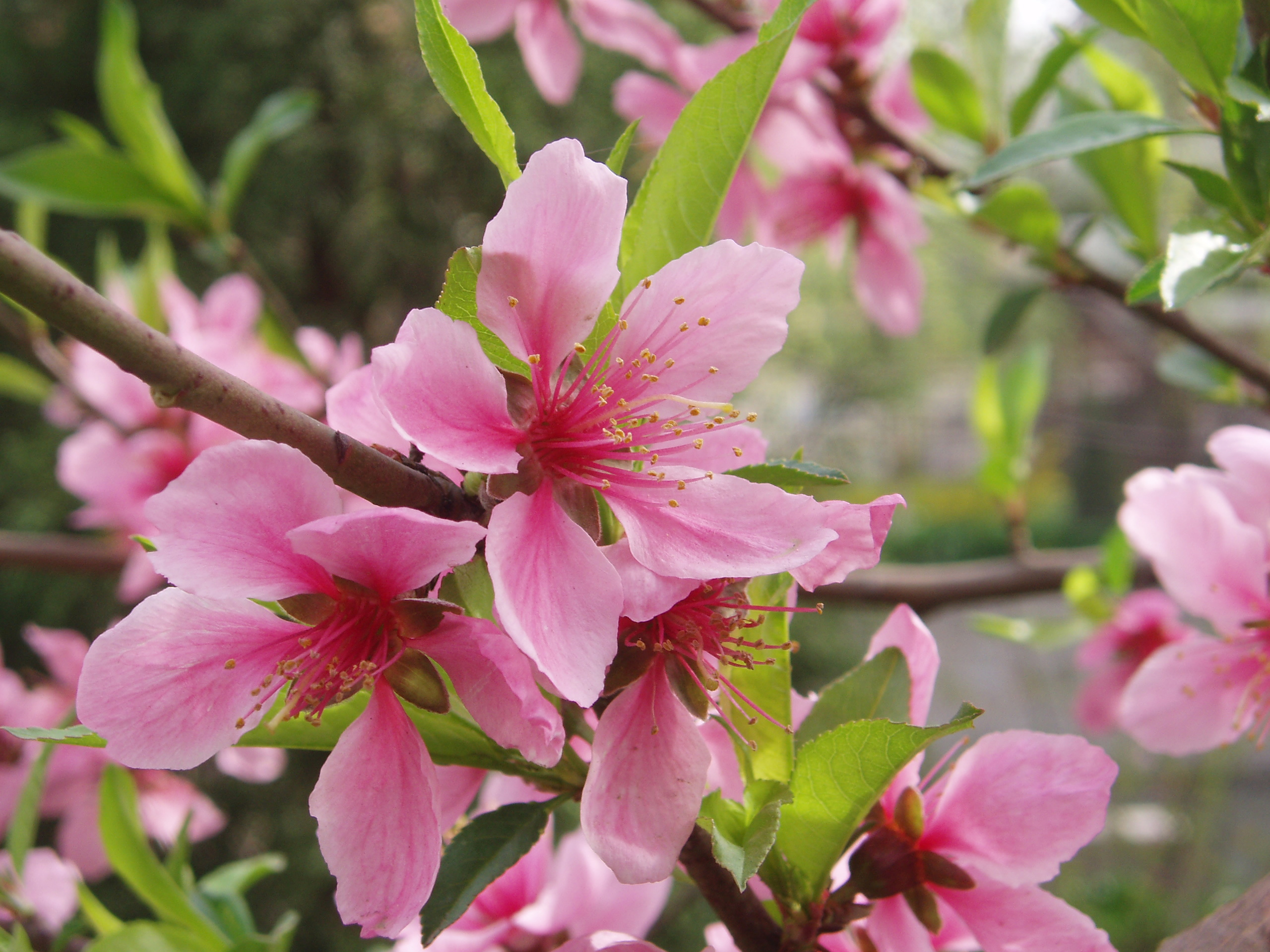
Квіти більшості сортів мають такий вигляд

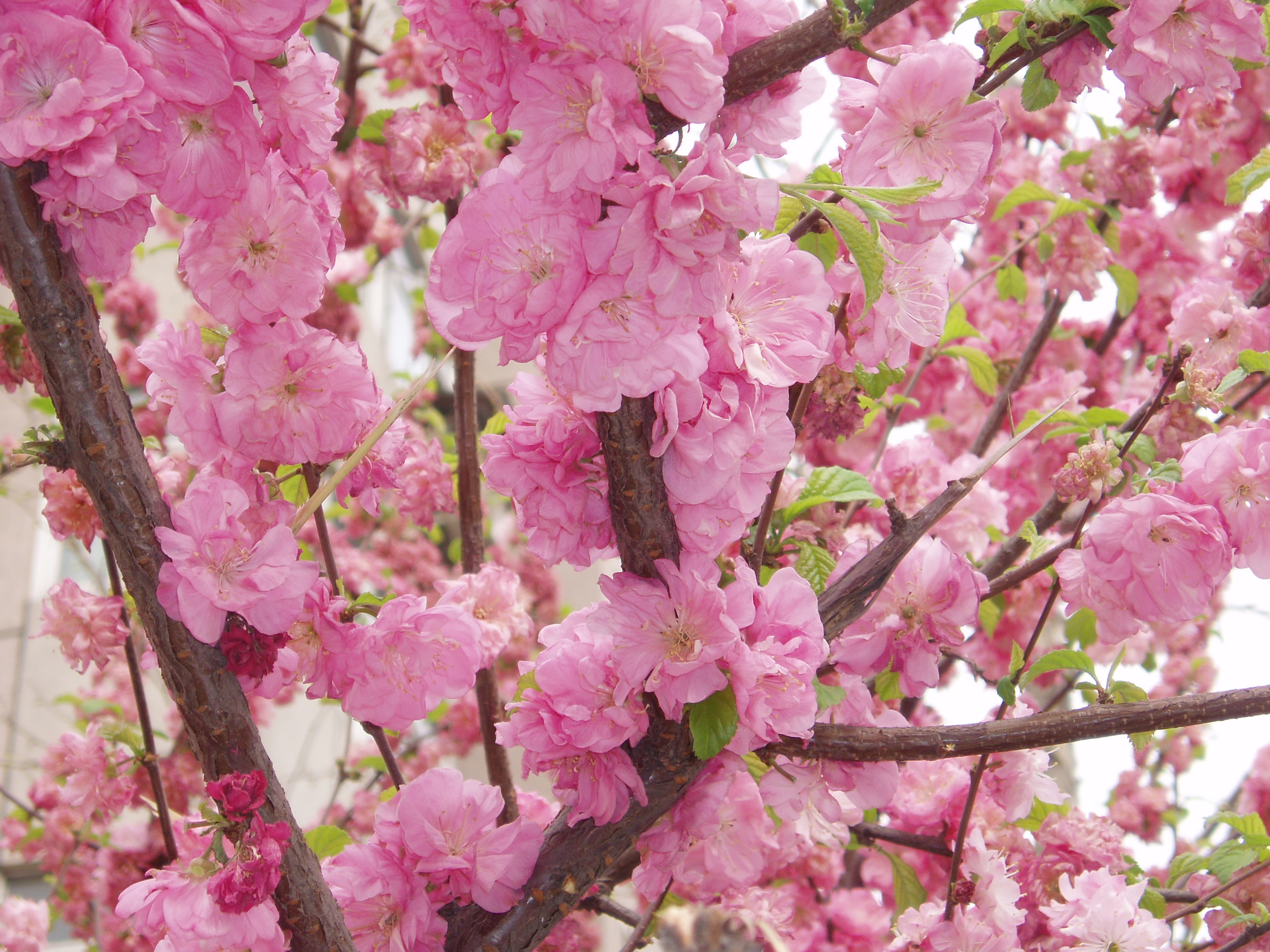
Декоративний різновид duplex з повними квітками

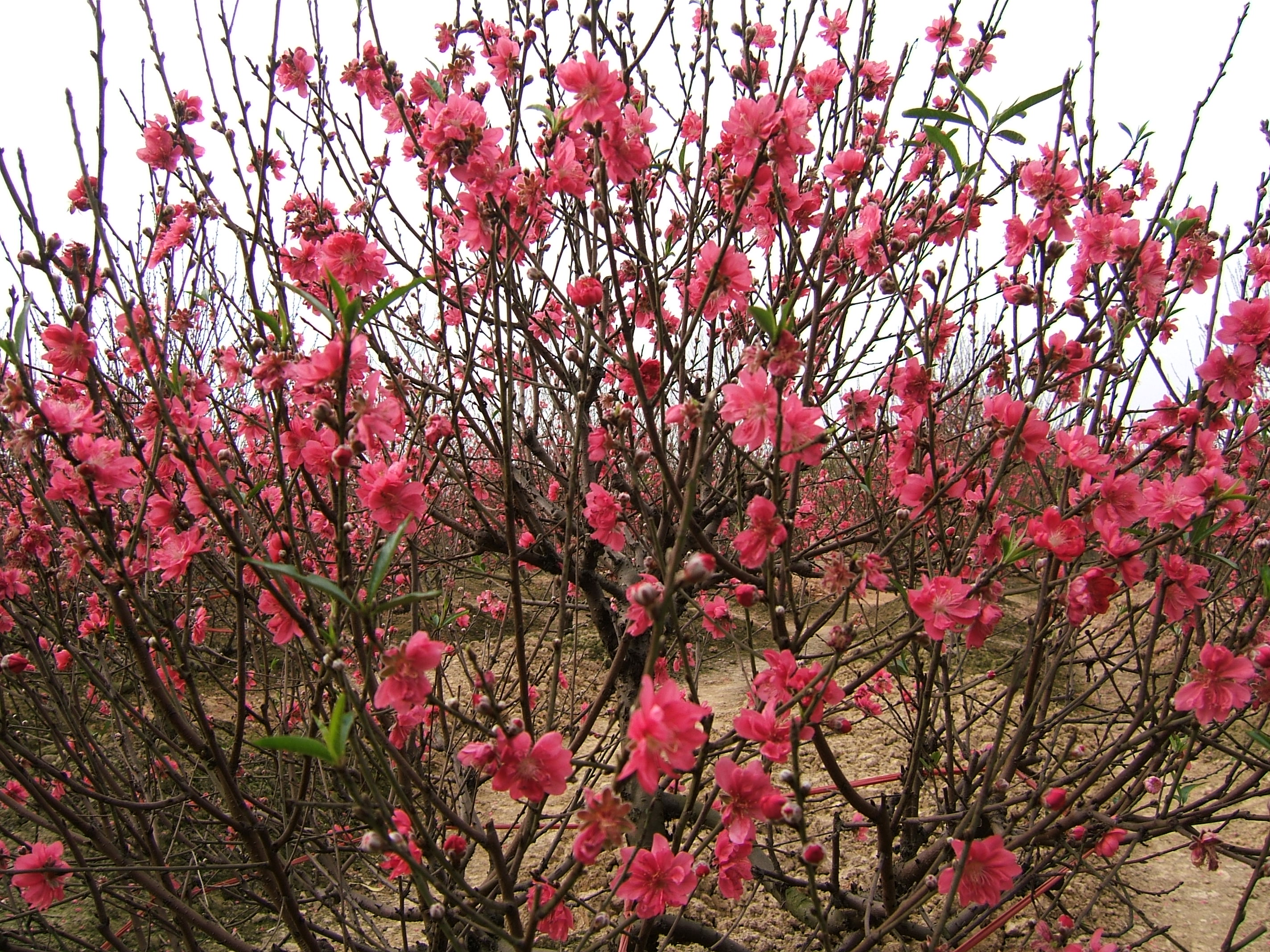
Цвітіння персика починається до появи листків

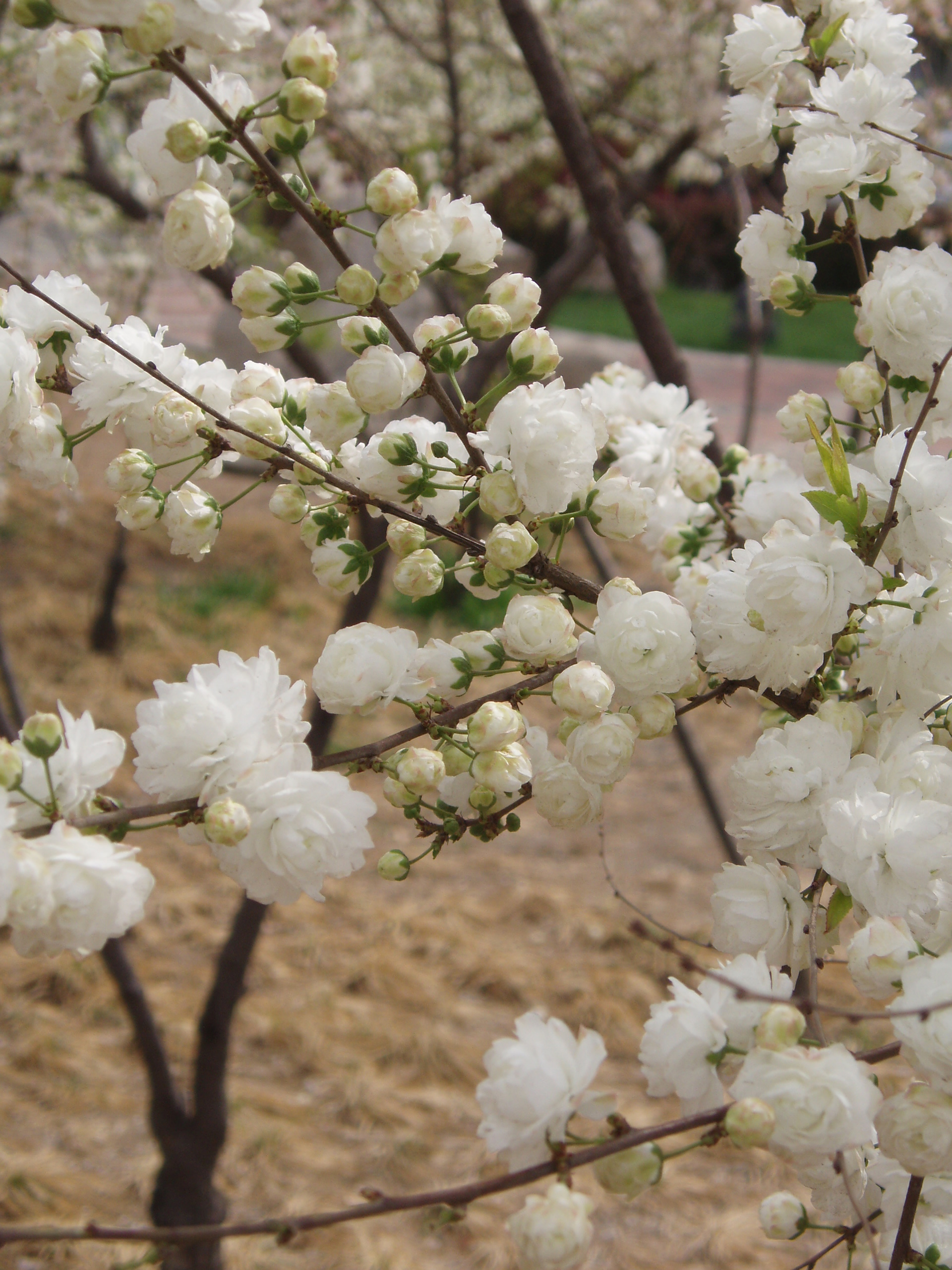
Білоквіткова форма

Персик — листопадне дерево заввишки 5—10 м. Листя ланцетне, із зубчастим краєм, 7—15 см завдовжки і 2—3 см завширшки. Квітки двостатеві, актиноморфні, запашні, завширшки 2,5—3 см, розташовані поодинці або попарно. Оцвітина п'ятичленна, пелюстки яскраво-рожеві, рідше — блідо-рожеві, червоні, білі.
Плід — куляста кістянка з добре помітною борозенкою на одному боці та єдиною великою насіниною (кісточкою). Шкуринка плоду оксамитова і матова від короткого опушення, у культурних сортів (так званих нектаринів) може бути гладкою і лискучою. Її колір, як правило, неоднорідний і сильно міниться залежно від сорту — від зеленого з темно-червоним до жовто-помаранчевого або суцільно червоного. М'якуш ніжний, соковитий, солодкий, з приємним запахом, помаранчевий або зеленкуватий. Кісточка персиків коричнево-червона, вкрита глибокими звивистими борозенками, що відрізняє персик від слив та абрикос, кісточка яких відносно гладенька й легко відокремлюється від м'якуша.
Найвеликоплідніша порода з кісточкових. У багатьох сортів плоди бувають масою в середньому 150—200 г, відзначаються ароматом, приємним освіжним смаком і високими дієтичними властивостями. Велике розмаїття сортів дозволяє споживати свіжі плоди до 3-4 місяців. Персики мають опушені плоди і з кісточкою, що легко відділяється, і з невіддільною від м'якоті кісточкою.

## Різновиди
• Плаский персик. Різновид персика, який відрізняється пласкою (звідси інша назва "інжирний персик") формою, білою м'якоттю та більш солодким смаком. Також ці фрукти мають не таке сильне опушення, як у класичного сорту. Збирають такі персики з кінця травня до кінця серпня.

## Хімічний склад
У м'якоті плодів персиків присутні:
- Органічні кислоти: яблучна, хінна, лимонна, винна.
- Мікроелементи: калій, залізо, фосфор, марганець, мідь, цинк, селен та магній.
- Вітаміни: С, групи В, Е, К, РР, каротин.
- Пектини і ефірні олії.

Цукру в них міститься 9—11 %, кислот 0,5—1 %, від 0,6 до 1,2 % пектинових речовин, близько 0,5 % різних мінеральних солей солей, трохи дубильних, азотистих і інших речовин, вітаміни В1, С і каротин (провітамін А).
У кісточках є гірка мигдалева олія і амігдалін. З оброблених персиків кісточки видаляють.

## Поширення та екологія
Поширені в Китаї, Японії та сусідніх азійських країнах. У Європі та Північній Америці поширені менше. Північна Америка експортує у великих кількостях консерви з плодів. З кісточок готують лікер.
Це досить теплолюбне і світлолюбне дерево, вразливе перед сильними зимовими морозами, які ушкоджують плодові бруньки. Персик належить до самозапильних рослин, вирізняється скороплідністю і високою врожайністю. При посіві насіння виростають рослини, близькі до вихідних материнських. У культурі персикові дерева часто уражають хвороби і шкідники, як-от серпокрила персикова міль, східна плодожерка і червчик Комстока.

## Застосування

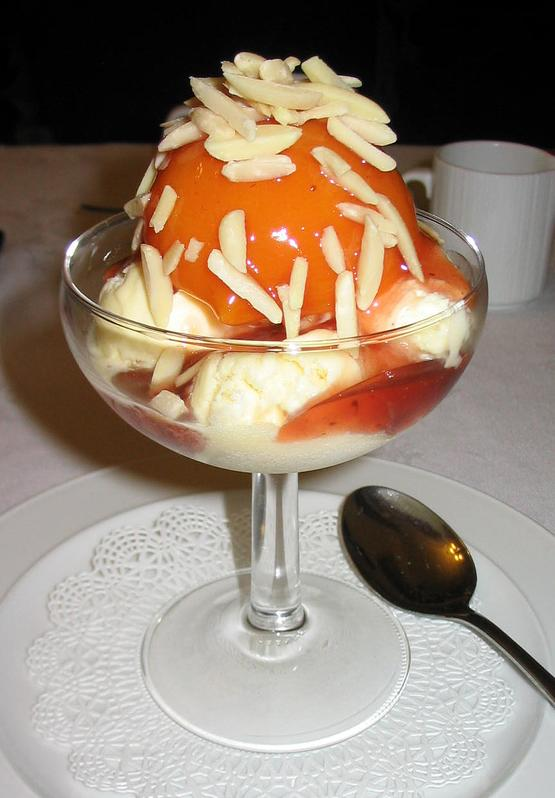
Персик Мельба з морозивом

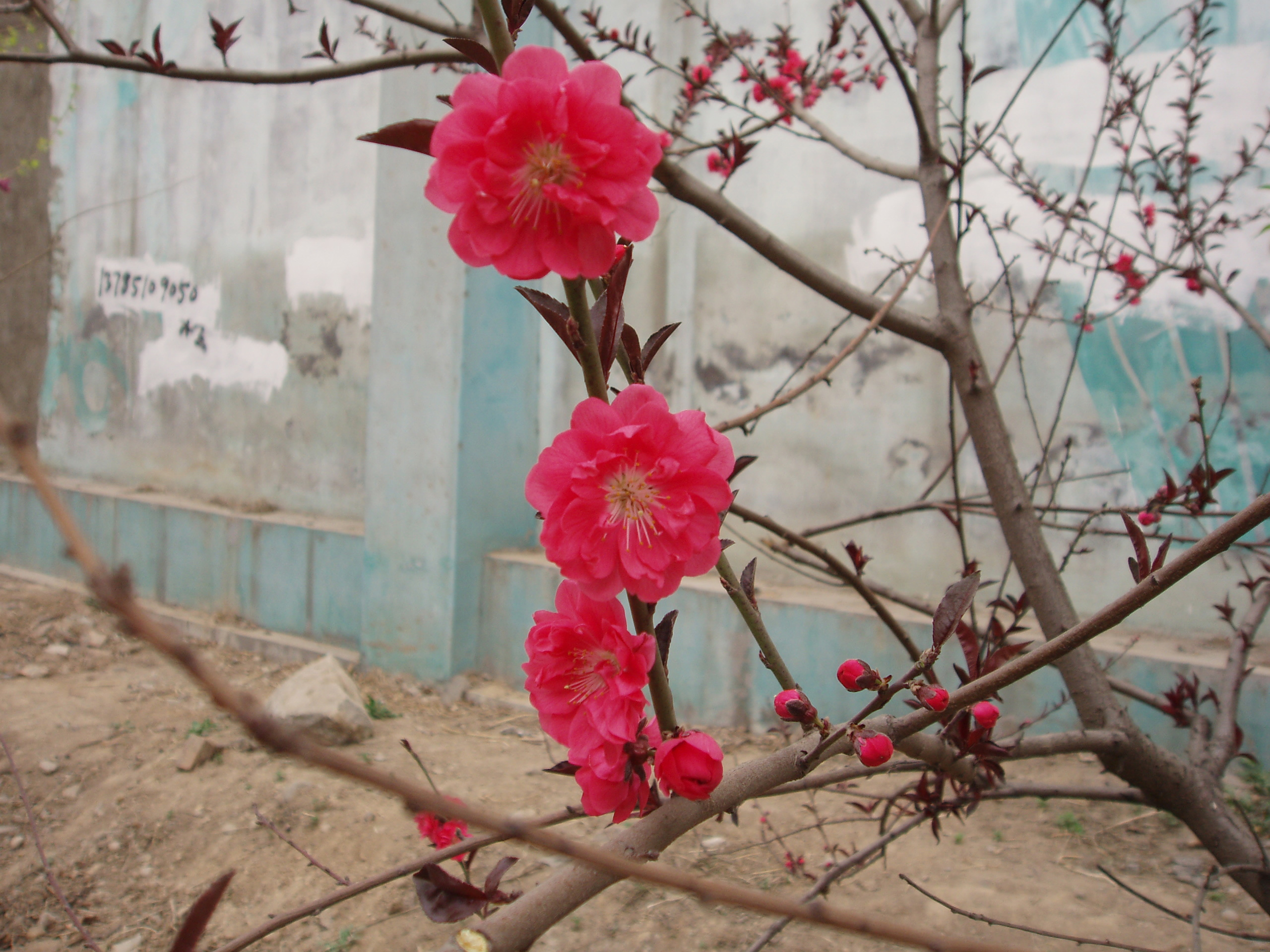
Декоративна форма atropurpurea-plena з темночервоними повними квітами

Персик належить до популярних фруктів. Його плоди вживають насамперед у свіжому вигляді, але частково використовують і для приготування консервів, варення, джемів, прохолоджувальних напоїв (соків, компотів тощо), вишуканих десертів, як-от персик Мельба. Відповідно, розрізняють сорти десертні та консервні. Останні мають більш щільний м'якуш плодів.
На теренах Україні персик районований у Криму, Закарпатті, Наддністрянщині, у степовій зоні і південних районах Лісостепу. З районованих найпоширеніші такі сорти: ранні — «Мейфлавер», «Дніпровський», «Амсден», «Пухнастий ранній», «Київський ранній», «Соковитий»; середнього строку дозрівання — «Червонощокий», «Золотий ювілей»; середньопізній — «Турист». Найбільш зимостійкий із них — «Київський ранній».
Найцінніші з поширених сортів брусквини є «Серпневий Кащенка», «Амслен», «Ельберта».

### Вирощування персика з кісточки

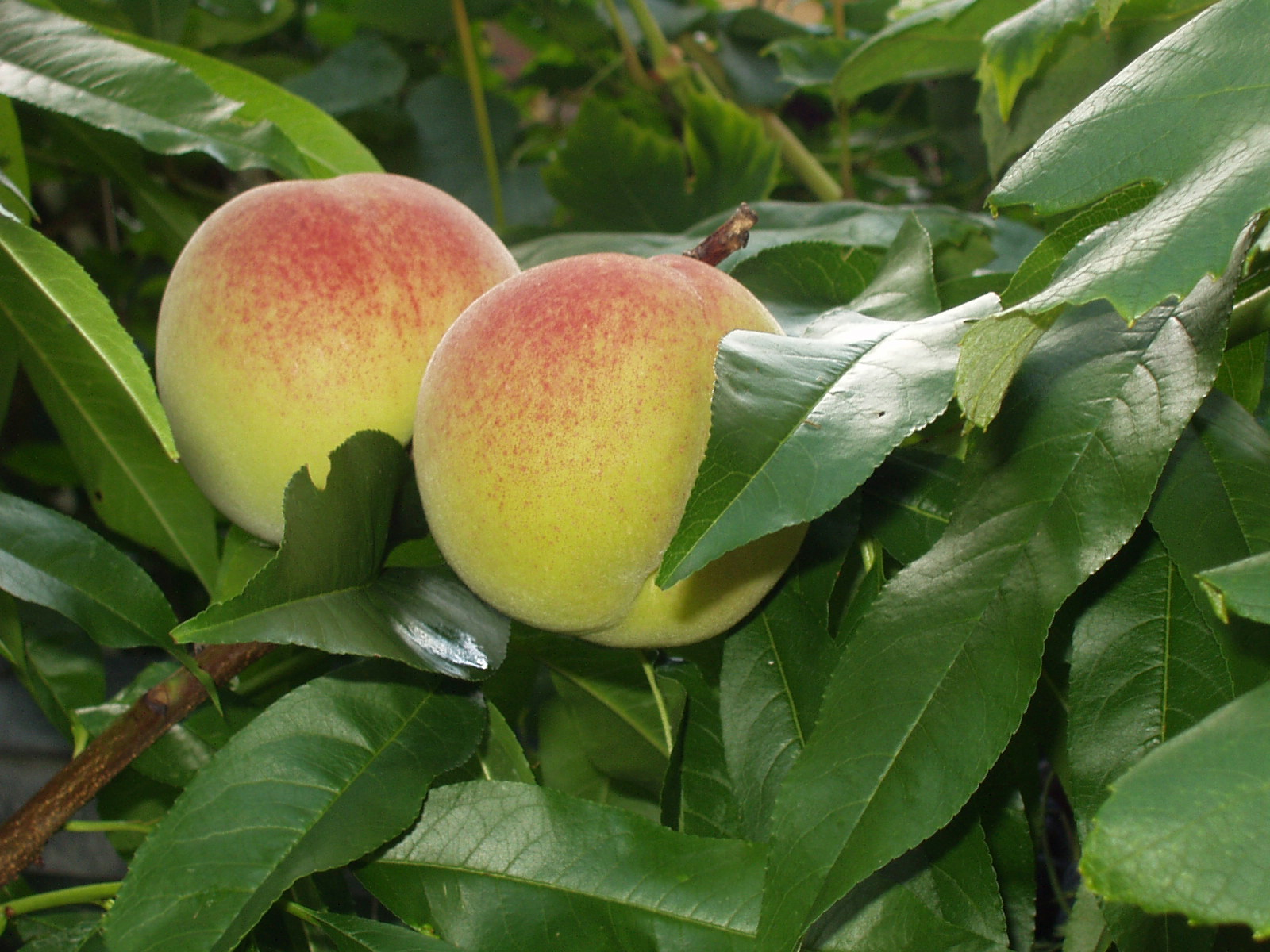
Плоди класичного (оксамитового) персика

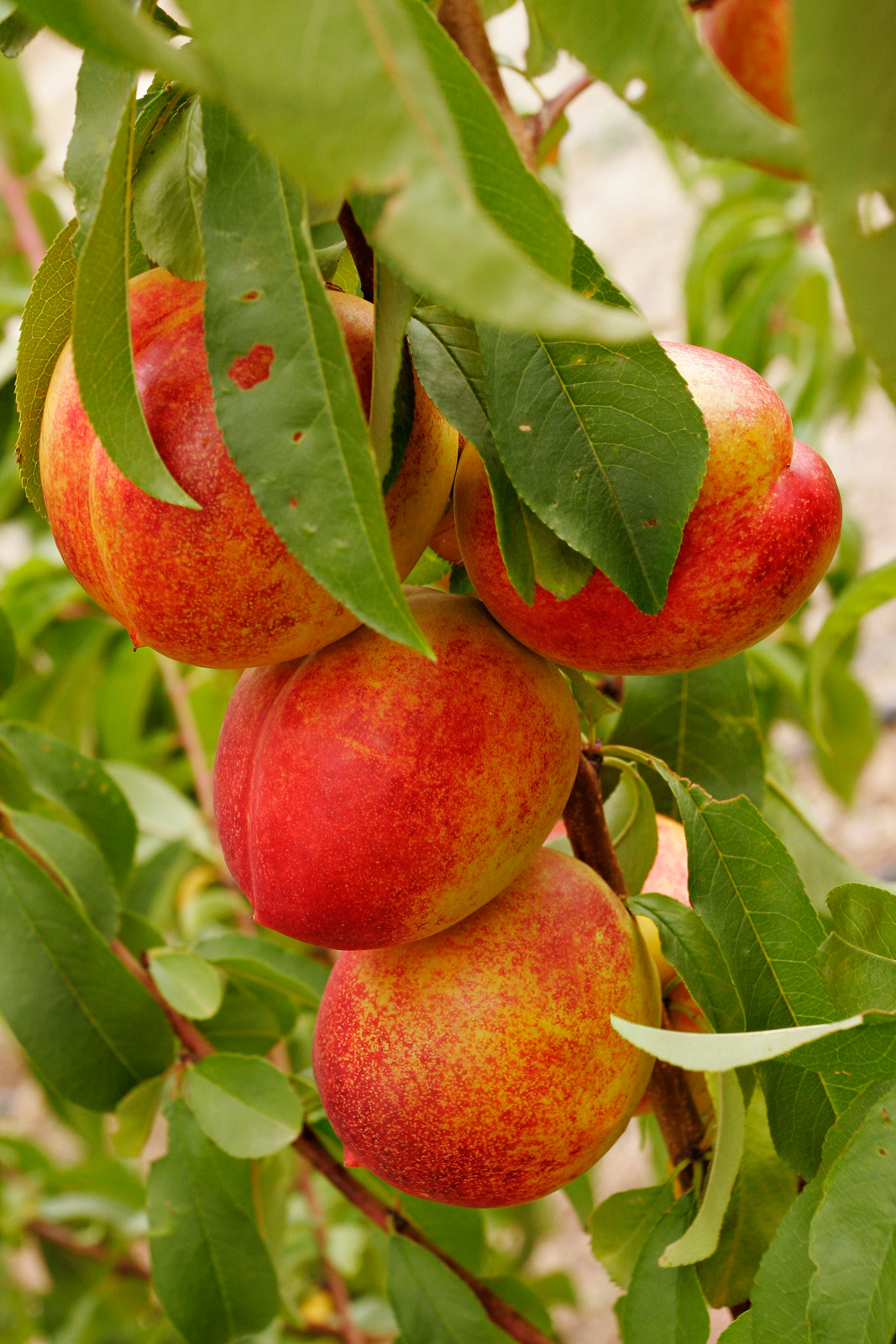
Голі плоди нектарина

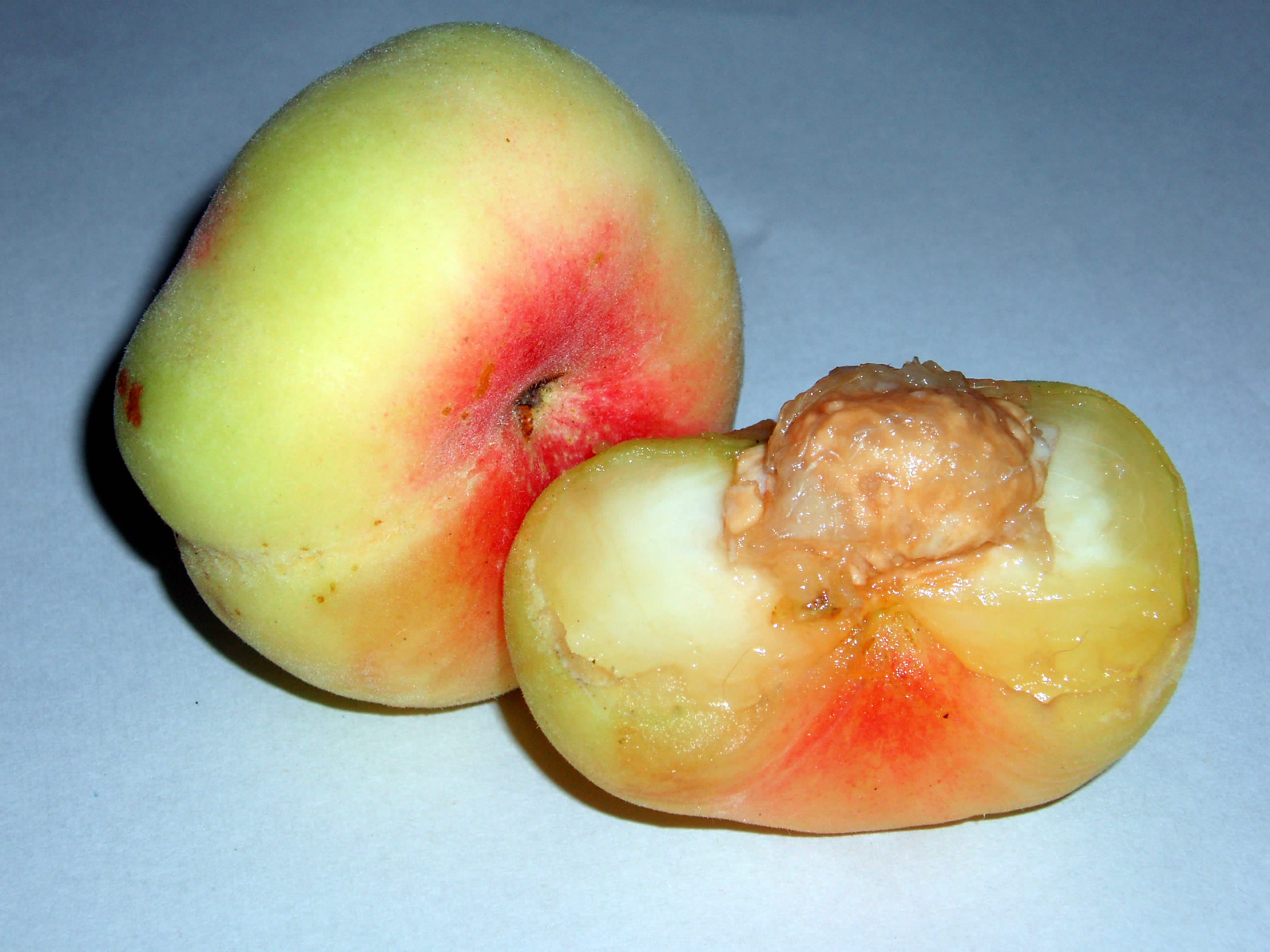
Пласкі плоди різновиду compressa

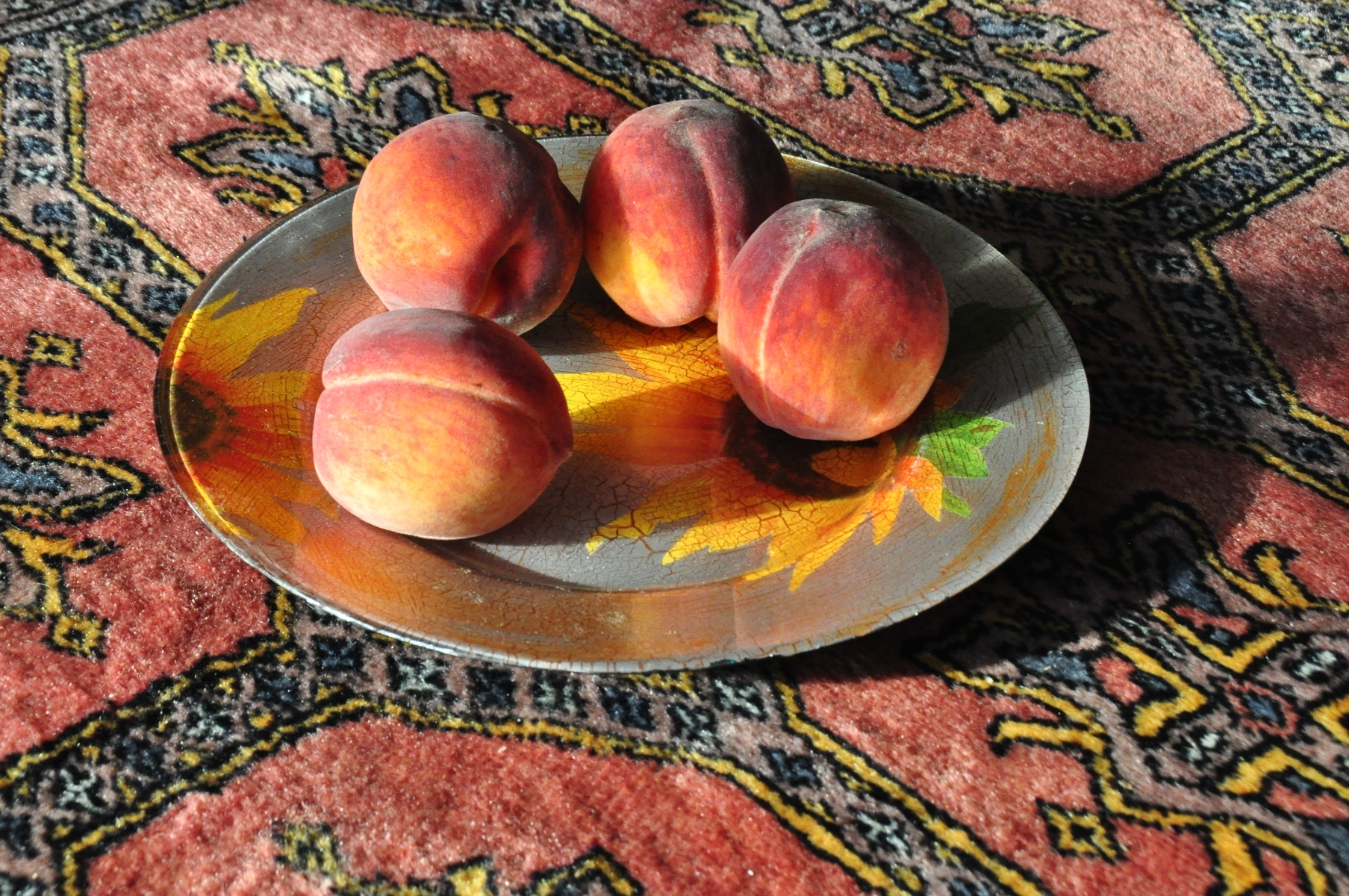
Плоди персика на тарілці

Персик можна виростити з кісточки. При цьому потрібно підбирати найбільш зимостійкі сорти. Кісточку слід брати зі стиглого соковитого, але не зіпсованого плоду, найкраще — з кореневласного дерева. Його врожайність буде вищою, ніж у щепленого. Також, з прищепленого може вирости пустоцвіт.
Після того, як визначитеся з посівним матеріалом, можете приступати до посадки. Краще висаджувати кілька кісточок. Так ви збільшите шанси отримання життєздатних сходів. За тиждень до посадки замочіть кісточки у воді, яку треба змінювати щоденно. Потім їх потрібно просушити й обережно надколоти молотком так, щоб зародок не ушкодився.
Висаджувати кісточку найкраще восени у відкритий ґрунт, який потрібно перед цим добре угноїти. Глибина висадки не повинна перевищувати 8 см. Не висаджуйте персик близько до дорослих дерев. Відстань повинна бути 3,5—4 метри. Висаджувати кісточку навесні або влітку не рекомендується, бо саджанці, що утворилися з пагонів, можуть не витримати зиму. Висадка перед зимою також хороша тим, що кісточки перенесуть стратифікацію (витримування) і до весни залишаться тільки життєздатні.
Кісточка спочатку утворює корінець, а стебло формується пізніше. Навесні зійдуть проростки і їх потрібно дуже інтенсивно поливати. Бажано удобрювати перегноєм і кропити спеціальними засобами, оскільки молоді персики схильні до хвороб.
Влітку саджанець зросте приблизно до 1,5 м і на ньому з'являться бічні гілочки.
Формування крони майбутнього дерева необхідно проводити, коли стовбур досягне висоти 70 сантиметрів і почнуть з'являтися бічні пагони. Однак основну обрізку краще проводити наступної весни. При цьому, залишаються міцні гілки, а хворі і підмерзлі — видаляються.
Також навесні можна буде пересадити дерево на постійне місце. Але не забувайте утеплювати на зимовий період.
Якщо вирощувати персик з саджанця, дерево може почати плодоносити вже на наступний рік; з кісточки тільки на третій. Урожай у нашому кліматі можна отримувати протягом 10—12 років.

### Саджанці персика
В Україні персик вирощувався у всіх садівничих зонах, крім Полісся. Промислове виробництво припадало на Крим, південний степ, Придністров'я та Закарпаття. На жаль, до початку нинішнього століття площі насаджень персика значно скоротилися. Водночас у приватному садівництві він як і раніше залишається популярною культурою.
На сайтах різноманітних садових центрів можна побачити фото персика та прочитати про його смак, адаптованість до певного клімату, час цвітіння тощо.
Найкраще купувати саджанці персика районованих сортів. Це дає найбільшу гарантію приживлюваності і нормального плодоношення. В Україні є чимало садових центрів та інтернет-магазинів. Серед них можна виокремити «Тетянин сад», «Greensad», «Світязь», «Світ рослин», «Landscape».
Дуже часто садівники хочуть купити саджанці нектарина. Всупереч поширеній думці про те, що це гібрид сливи і персика, нектарин не є результатом роботи селекціонерів. Це самобутній і досить древній плід. Серед садівників-аматорів нектарини дуже популярні, тому що вони достигають раніше від інших кісточкових.

## Цікавий факт
У Китаї вважають, що коли жінка пригощає чоловіка персиком, то це може розцінюватись як пропозиція сексу.